# Józef Pisarski

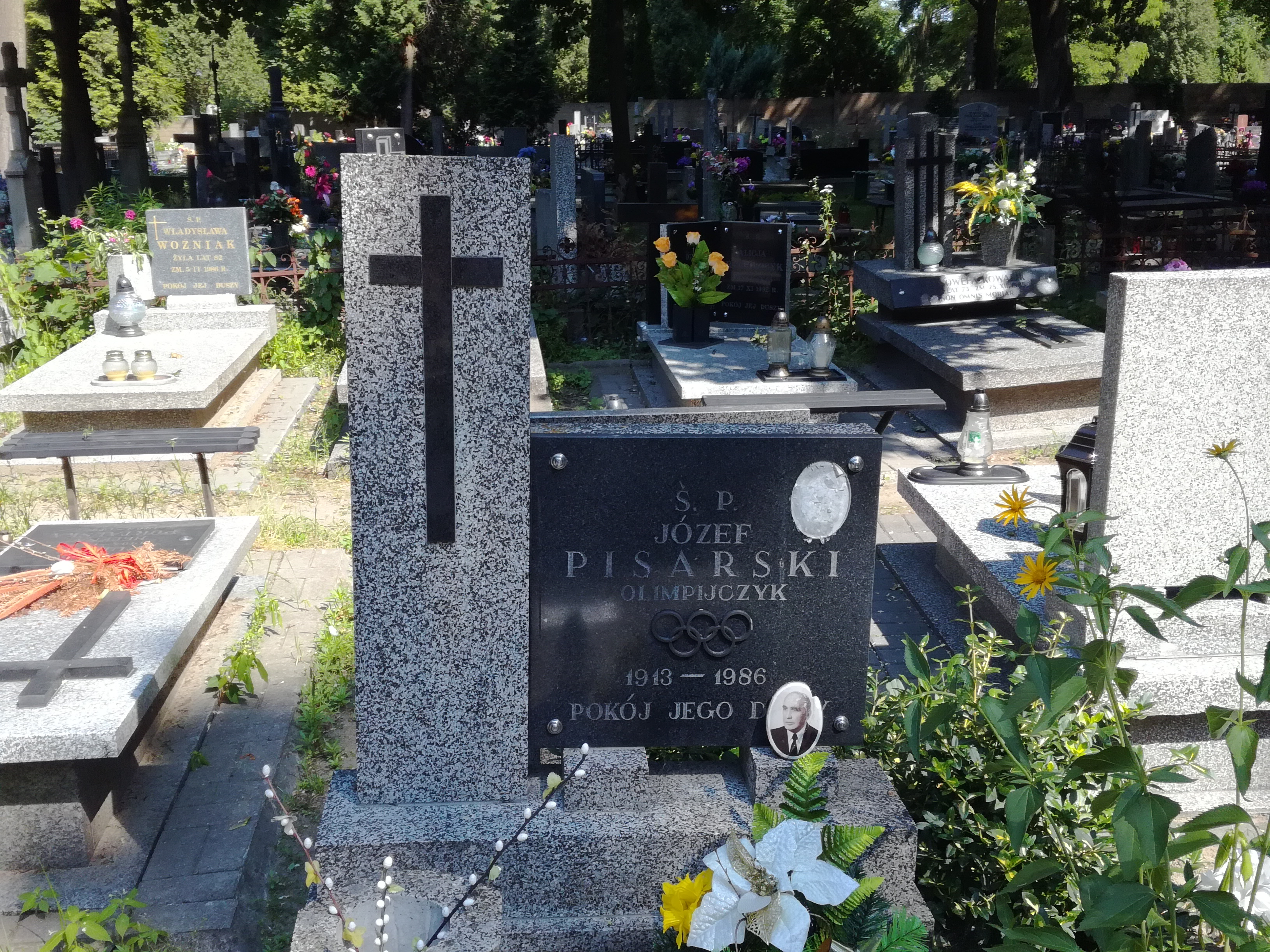
Grób Józefa Pisarskiego na cmentarzu ewangelicko-augsburskim w Łodzi

Józef Pisarski (ur. 15 czerwca 1913 w Łodzi, zm. 8 grudnia 1986 tamże) – polski bokser, wicemistrz Europy z 1939 roku, wielokrotny mistrz Polski w boksie, olimpijczyk.

## Życiorys
Urodził się w 1913 roku w Łodzi w rodzinie robotniczej. Po ukończeniu 7-klasowej szkoły powszechnej pracował jako praktykant w łódzkich Zakładach Ślusarsko-Mechanicznych Andrzejczaka. W 1932 przeniósł się do Warszawy podejmując pracę na stanowisku tokarza w Państwowych Zakładach Lotniczych (PZL).  W 1935 roku odbył służbę wojskową w 36 Pułku Piechoty Legii Akademickiej. W 1937 przeszedł do cywila, ukończył Wieczorowe Kursy Szkoły Techniczno-Przemysłowej dzięki czemu podjął pracę w Zakładach Bawełnianych L.Geyera w Łodzi.
Brał udział w wojnie obronnej 1939 roku. Zmobilizowany w stopniu starszego strzelca drużyny ckm w 18 Pułku Piechoty. Został ranny w walce pod Hrubieszowem, gdzie dostał się do niewoli niemieckiej. Skierowano go do obozu jenieckiego w Starogardzie, a następnie do pracy przymusowej w Prusach. W 1943 roku wysłany do niemieckiego obozu koncentracyjnego w Buchenwaldzie, a później także do obozów w Fuldzie oraz Nowogardzie. Po zakończeniu II wojny światowej powrócił do Łodzi podejmując pracę ślusarza w Zakładach Bawełnianych L. Geyera.

## Kariera sportowa
Sportem zainteresował się w czasie nauki w szkole podstawowej. Grał w piłkę nożną w amatorskich drużynach piłkarskich. W 1927 roku wstąpił do łódzkiego Sokoła regionalnego gniazda Polskiego Towarzystwa Gimnastycznego „Sokół”. Rozpoczął tam swoje pierwsze treningi bokserskie pod okiem sokolskiego instruktora Jana Gryca. Równolegle występował w barwach Sokoła w biegach na średnim dystansie. W okresie międzywojennym brał udział w biegach rozstawnych "Kuriera Łódzkiego".
Pierwszym tytułem bokserskim jaki zdobył było wicemistrzostwo Łodzi w roku 1930. Trzy razy zdobywał mistrzostwo Polski: w 1933 w wadze półśredniej, a w 1937 i 1938 w wadze średniej. Był wicemistrzem w wadze średniej w 1948 i brązowym medalistą w 1936 (w tej samej wadze).
Startował w igrzyskach olimpijskich w Berlinie 1936 w wadze półśredniej, ale przegrał pierwszą walkę.
W 1939 wziął udział w mistrzostwach Europy w Dublinie, gdzie zdobył srebrny medal w wadze średniej.
Desygnowany do reprezentacji narodowej na igrzyska olimpijskie w Helsinkach, które miały się odbyć w 1940 roku. 
Osiemnaście razy walczył w reprezentacji Polski; po raz pierwszy w 1933, po raz ostatni w 1948. Zakończył karierę w 1953.
Boksował głównie w barwach klubów łódzkich (Sokoła, KS Geyer, a po wojnie Milicyjnego Klubu Sportowego i Łódzkiego Klubu Sportowego, w barwach którego dwukrotnie zdobywał drużynowe mistrzostwo Polski w boksie – 1946/47 i 1947/48 oraz warszawskich (Skody i Okęcia).
Po zakończeniu kariery został trenerem.
Pochowany w części ewangelicko-augsburskiej Starego Cmentarza w Łodzi.